# Kōshū (winorośl)
Kōshū (jap. 甲州 (ブドウ), ang. Koshu, ros. Кошу) – bladoróżowy szczep wina, uprawiany w Japonii, głównie w prefekturze Yamanashi.
Przypuszcza się, że odmiana Koshu powstała w Japonii lub Chinach, w efekcie skrzyżowania azjatyckich odmian winorośli z odmianami kaukaskimi, które dotarły na Daleki Wschód poprzez Jedwabny Szlak, około 1000 lat temu. Początkowo owoce odmiany Kōshū przeznaczane były wyłącznie do konsumpcji, dopiero w XIX wieku zaczęto wykorzystywać je do produkcji wina.

## Charakterystyka
Szczep Kōshū dobrze rośnie na żyznej, gliniasto-wulkanicznej glebie. Przez lata odmiana przystosowała się do warunków klimatycznych centralnej Japonii (upały, wysoka wilgotność). Owoce posiadają grubą skórkę, odporną na nadmiar wilgoci.
Wino Koshu ma jasnosłomkowy kolor. Jest delikatne w smaku, z wyczuwalnymi nutami owoców cytrusowych, brzoskwini czy jaśminu. Najlepsze wina otrzymywane są metodą wydłużonej maceracji. Wina powstałe z owoców tego szczepu najlepiej pasują do dań kuchni japońskiej - surowych ryb, sushi i sashimi.

## Rozpowszechnienie
Odmiana uprawiana wyłącznie w Japonii, a zwłaszcza w regionie winiarskim Yamanashi (Dolina Kōshū). Pochodzi stamtąd 95% upraw tego szczepu, co przekłada się na obszar 200 ha winnic. Winnice położone na łagodnych zboczach gór otaczających rzekę Kōshū, włącznie ze słynną górą Fudżi.